# Superhero (groupe de rock)
Pour les articles homonymes, voir Superhero.
Superhero est un groupe de rock chrétien. Ils viennent de Glasgow en Écosse (Royaume-Uni).

## Discographie
- Superhero (2003)
- Fake Lunar Landing (2005)

## Membres
- Tim Cheshire - chant, guitare
- Jon Darby - guitare
- Mike Uphill - batterie, percussion
- Steve Gallowy - basse
- Michael Crawford - piano